# Fergusonina syzygii
Fergusonina syzygii är en tvåvingeart som beskrevs av Harris 1982. Fergusonina syzygii ingår i släktet Fergusonina och familjen Fergusoninidae. Inga underarter finns listade i Catalogue of Life.